# Rävtjärnen, Härjedalen
Rävtjärnen är en sjö i Härjedalens kommun och Orsa kommun i Härjedalen och ingår i Dalälvens huvudavrinningsområde. Sjön har en area på 0,0704 kvadratkilometer och ligger 624,2 meter över havet. Sjön avvattnas av vattendraget Bäverån. Vid provfiske har abborre, gädda och öring fångats i sjön.

## Delavrinningsområde
Rävtjärnen ingår i det delavrinningsområde (682828-142706) som SMHI kallar för Ovan 682659-142986. Medelhöjden är 617 meter över havet och ytan är 14,1 kvadratkilometer. Det finns inga avrinningsområden uppströms utan avrinningsområdet är högsta punkten. Bäverån som avvattnar avrinningsområdet har biflödesordning 3, vilket innebär att vattnet flödar genom totalt 3 vattendrag innan det når havet efter 443 kilometer. Avrinningsområdet består mestadels av skog (75 procent) och sankmarker (17 procent). Avrinningsområdet har 0,48 kvadratkilometer vattenytor vilket ger det en sjöprocent på 3,4 procent.